# Desmopterella circe
Desmopterella circe är en insektsart som beskrevs av Kevan, D.K.M. 1970. Desmopterella circe ingår i släktet Desmopterella och familjen Pyrgomorphidae. Inga underarter finns listade i Catalogue of Life.